# 索莫林环形山
索莫林环形山(Sömmering)是月球正面中央区一座位于岛海东侧的撞击坑残迹。其名称取自德国生理学家和解剖学家萨穆埃尔·托马斯·冯·泽默林(Samuel Thomas von Sömmering，1755年-1830年)，1935年被国际天文联合会批准接受。

## 描述
该陨坑西邻冈巴尔陨石坑、北靠施勒特尔陨石坑、莫斯汀陨石坑位于它的东南、西南偏南为拉朗德陨石坑、西南偏西则是特纳陨石坑。索莫林环形山的北面坐落着浪湾、东面为中央湾，西南是知海，东北侧附近蜿蜒着施勒特尔月溪。该陨坑中心月面坐标为0°11′N 7°32′W / 0.19°N 7.53°W，直径28公里，深度1.32公里。
该陨坑已被来自岛海的玄武质熔岩淹没，细薄的西侧壁呈孤状隆起在月海表面，而东侧壁类似一道宽厚弯曲的山脊，陨坑南北二侧已断裂消失，分别形成宽、窄二处裂口；陨坑开放的南端横跨在月球赤道上。索莫林环形山的坑壁较周边地形高出890米，内部容积约520公里；杯状的坑底表面平坦，几乎没有其它典型的地貌特征。

## 卫星陨石坑

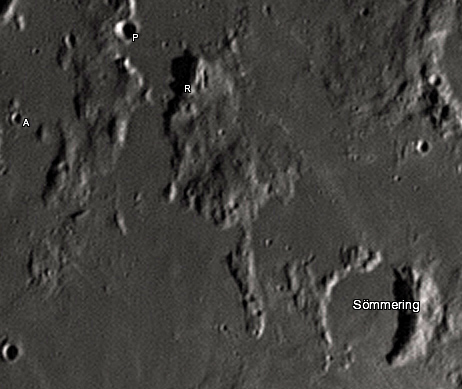
周边卫星坑图

按照惯例，最靠近索莫林环形山的卫星坑在月图上以字母标注在该坑中心点的旁边。
| 索莫林 | 纬度   | 经度    | 直径    |
| ------ | ------ | ------- | ------- |
| A      | 1.1° N | 11.1° W | 3 公里  |
| P      | 2.2° N | 10.3° W | 6 公里  |
| R      | 1.9° N | 9.8° W  | 17 公里 |

## 外部铰接
- 月球数码摄影图集 （页面存档备份，存于）
- LAC-59 图中的索莫林环形山
- 环形山周边月面图 （页面存档备份，存于）
- AIC59D 图中的索莫林环形山 （页面存档备份，存于）
- 维基月球在线解说-索莫林环形山 （页面存档备份，存于）
- Andersson, L.E., and E.A. Whitaker, 美国宇航局月球地名目录, 美国宇航局参考出版物1097, 1982年10月. （页面存档备份，存于）